# 阿尔贝格
阿尔贝格是德国巴伐利亚州的一个市镇。总面积31.30平方公里，总人口2291人，其中男性1162人，女性1129人（2011年12月31日），人口密度73人/平方公里。